# ロクリヌス
ロクリヌス（Locrinus）は、12世紀の年代記編纂者ジェフリー・オブ・モンマスの『ブリタニア列王史』に語られている、ブリトン人の伝説的王である。彼は紀元前1125年に権力を握った。

## 『ブリタニア列王史』より
ロクリヌスはトロイのブルータスとインノゲンの長男であり、アイネイアースにつながるトロイア人の子孫である。
ブルータスの死により、ブリテン島は3人の息子により分断された。ロクリヌスはデヴォンとコーンウォールを除く現在のイングランドとほぼ同等の領土を受け取った。アルバナクトゥスはスコットランド（オールバニ）を、カンバーはウェールズ（キムル）を受け取った。ロクリヌスは彼の名前から取られた「ロエグリア」と呼ばれるブリテンの一部を支配した。その地域は、デボン州とコーンウォール州を除く、およそ現在のイングランドの境界にあたる 。彼は10年統治し、そのほとんどは平和であった。
ロクリヌスは自身の弟アルバナクトゥスがフン族のハンバー（フン族）に殺害されたことを復讐するために、もう一人の弟カンバーと手を組み、ハンバーと戦い、溺死させた。この戦い以降、この川はハンバー川と呼ばれたという。ロクリヌスは戦利品を彼の同盟者たちと分け合い、フン族の船で見つかった金銀のみを自分のものにした。また、フン族に捕らえられていたゲルマン人の王女エストリルディスも連れ去った。これは、ロクリヌスとコリネウスの娘である女王グウェンドリンの結婚を仲介した父ブルータスの同盟者であるコリネウスを怒らせた。ロクリヌスはグウェンドリンに服従し結婚したが、エストリルディスを未だ密かに愛し、7年間トリノヴァントゥム（ロンドン）下の洞窟に閉じ込めた。
ロクリヌスはエストリルディスとの間に生まれた娘ハブレンとグウェンドリンとの間に生まれた息子マッダンの父となった。マッダンが生まれてすぐ、彼の祖父であるコリネウスの元へ彼を送り出した。コリネウスが死んだとき、ロクリヌスはグウェンドリンを追放し、エストリルディスを王女として置いた。グウェンドリンはコーンウォールへ行き、ロクリヌス攻撃のために軍を編成した。2つの軍団はストア川の近くでロクリヌスと遭遇し、ロクリヌスはそこで殺害された。彼の死後、妻のグウェンドリンが統治した。

## 後の伝統
13世紀の散文『メルラン』では、ロクリヌスはログリンと呼ばれ、ブルータスの死後長い時間を経てブリテンに到着している。彼は「シティー（ロンドン）を大幅に修繕し、塔と強固な壁を建設させ」、その町を「ニュートロイ」から「ログレス」へと改名した。この名前はアーサー王の死後まで呼ばれ続けた
。
ロクリヌスは、エリザベス朝の劇『ロークラインの悲劇（作者不詳） 』の題材である。これは1595年に「W.S.によって新たに発表、監修、修正された」ものとして出版され、後に『シェイクスピア外典』に収録された。